# Capelli Sport
Capelli Sport – amerykańskie przedsiębiorstwo utworzone w 2011 roku przez GMA Group w Stanach Zjednoczonych, zajmująca się produkcją obuwia, odzieży sportowej i innych artykułów związanych ze sportem. Jej główna siedziba znajduje się w Nowym Jorku.
Firma Capelli Sport kontroluje rynek na całym kontynencie amerykańskim, natomiast Capelli Europe GmbH obejmuje obszar Europy, Bliskiego Wschodu czy Afryki.
24 stycznia 2017 roku Capelli Sport podpisało umowę partnerską z zespołem United Soccer League Rochester Rhinos, a stadion został przemianowany na Capelli Sport Stadium.
Capelli Sport skoncentrowało się na rynku piłkarskim, produkując stroje, rękawice bramkarskie i piłki, a także odzież codzienną – taką jak t-shirty, bluzy z kapturem, kurtki i legginsy – oraz akcesoria, takie jak torby i czapki. Produkty obuwnicze Capelli obejmują trampki i buty piłkarskie.

## Kluby piłkarskie sponsorowane przez Capelli Sport
- Pogoń Szczecin
- GKS Tychy
- Górnik Zabrze (od sezonu 23/24)
- NK Brezice 1919(inne języki)[1]